# Perl
Perl (angleški akronim Practical Extraction and Report Language) je tolmačeni programski jezik, ki ga je ustvaril Larry Wall. Perl si sposoja skladnjo pri C-ju, Unixu, sh, awk, sed in pri drugih programskih jezikih.